# Oxydia recurvaria
Oxydia recurvaria är en fjärilsart som beskrevs av Herrich-Schäffer 1856. Oxydia recurvaria ingår i släktet Oxydia och familjen mätare. Inga underarter finns listade i Catalogue of Life.